# Horacio Pancheri
Horacio Pancheri (ur. 2 grudnia 1982 w Esquel) – argentyński aktor i model.

## Życiorys

### Wczesne lata
Urodził się w Argentynie. Swoją karierę rozpoczął jako model pracujący dla argentyńskich magazynów. We wrześniu 2012 przeniósł się do Meksyku, gdzie uczył się aktorstwa pod kierunkiem René Pereyra. Następnie został przyjęty do Centro de Educación Artística (CEA) z Televisa na zaproszenie Eugenio Cobo. 

### Kariera
W marcu 2014 zadebiutował na szklanym ekranie w meksykańskiej telenoweli El color de la pasión jako młody Alonso Gaxiola. 
W listopadzie 2014, meksykański producent Mapat L. de Zatarain dał mu możliwość udziału w telenoweli La sombra del pasado, gdzie zagrał postać Renato Ballesterosa. W 2016 został najlepszym aktorem na gali Kids Choice Awards México za rolę Carlosa w telenoweli Droga do szczęścia (Un camino hacia el destino, 2016).
Z nieformalnego związku z Carlą Pasquini ma syna Benicio. Spotykał się z Grettell Valdéz. Związał się z Pauliną Goto.

## Wybrana filmografia
- 2014: El color de la pasión jako Alonso Gaxiola (młody)
- 2014-2015: La sombra del pasado jako Renato Ballesteros
- 2016: Droga do szczęścia (Un camino hacia el destino) jako Carlos Gómez-Ruiz